# Curculionites
Curculionítes — рід жуків родини Довгоносики (Curculionidae).
Цей вимерлий рід описаний Освальдом фон Геєром (Oswald von Heer), швейцарським геологом, ботаніком та ентомологом у 1847 році. Геєр знайшов тоді рештки жука (та численних інших комах) у міоценових морських відкладах поблизу селища Радобой (Хорватія). Згодом до цього ж роду віднесено близько трьох десятків палеонтологічних знахідок, зроблених у Франції, США, Великій Британії, Аргентині, Німеччині, Лівані, Польщі.
Часто-густо вид описували за одним-єдиним надкриллям. Довжина тіла жуків коливалася в межах 2-14 мм, а вік — 85-5 млн років, тобто, від початку до кінця кайнозойської ери.

## Класифікація
Рід віднесено до підродини Lixinae. На думку ж А. О. Лєгалова, цей рід входить до підродини Entiminae.
За палеонтологічними знахідками описано 27 вимерлих видів:
| - Curculionites angustior Cockerell and Wagner, 1936 - Curculionites brenthiformis Cockerell, 1920 - Curculionites epistictus Cockerell and Wagner, 1936 - Curculionites eustictus Cockerell and Wagner, 1936 - Curculionites exiguus Oustalet, 1874 - Curculionites harringtoni Cockerell, 1925 - Curculionites hylobioides Northrop, 1928 - Curculionites jujuyensis Cockerell, 1925 - Curculionites latiusculus Cockerell and Wagner, 1936 - Curculionites lividus Heer, 1856 - Curculionites magdalinus Cockerell and Wagner, 1936 - Curculionites marginatus Giebel, 1856 | - Curculionites megastictus Cockerell and Wagner, 1936 - Curculionites microstictus Cockerell and Wagner, 1936 - Curculionites northropi Cockerell, 1928 - Curculionites optimus Cockerell, 1920 - Curculionites ovatus Oustalet, 1870 - Curculionites parastictus Cockerell and Wagner, 1936 - Curculionites parvulus Heer, 1856 - Curculionites punctillatus Haupt, 1950 - Curculionites redtenbacheri Heer ,1847 - Curculionites senonicus Kolbe, 1888 - Curculionites silesiacus Assmann, 1870 - Curculionites stebingeri Cockerell, 1926 - Curculionites sunchalicusCockerell and Wagner, 1936 - Curculionites vulpinus Northrop, 1928 - Curculionites wielandi Cockerell, 1925 |